# Чемпіонат СРСР з футболу 1966 (клас «А», перша група)
Сезон 1966 року у першій групі класу «А» чемпіонату СРСР з футболу — 28-й в історії турнір у вищому дивізіоні футбольної першості Радянського Союзу. Тривав з 10 квітня по 30 листопада 1966 року. Участь у змаганні узяли 19 команд, одна найгірша з яких за результатами сезону полишила елітний дивізіон.
Переможцем сезону стала команда «Динамо» (Київ), для якої ця перемога у чемпіонаті стала другою в історії.
| Чемпіон СРСР 1966         |
| ------------------------- |
| «Динамо» (Київ) 2-й титул |

## Підсумкова таблиця
| М  | Команда                | І  | В  | Н  | П  | М     | О  | УЄФА |
| -- | ---------------------- | -- | -- | -- | -- | ----- | -- | ---- |
|    | «Динамо» (Київ)        | 36 | 23 | 10 | 3  | 66-17 | 56 | КЧ   |
|    | СКА (Ростов-на-Дону)   | 36 | 20 | 7  | 9  | 54-44 | 47 |      |
|    | «Нафтовик» (Баку)      | 36 | 18 | 9  | 9  | 56-28 | 45 |      |
| 4  | «Спартак» (Москва)     | 36 | 15 | 12 | 9  | 45-41 | 42 |      |
| 5  | ЦСКА (Москва)          | 36 | 16 | 9  | 11 | 60-45 | 41 |      |
| 6  | «Торпедо» (Москва)     | 36 | 15 | 10 | 11 | 55-39 | 40 | КК   |
| 7  | «Динамо» (Тбілісі)     | 36 | 13 | 14 | 9  | 47-34 | 40 |      |
| 8  | «Динамо» (Москва)      | 36 | 12 | 14 | 10 | 43-34 | 38 |      |
| 9  | «Пахтакор» (Ташкент)   | 36 | 10 | 18 | 8  | 36-32 | 38 |      |
| 10 | «Шахтар» (Донецьк)     | 36 | 15 | 7  | 14 | 32-35 | 37 |      |
| 11 | «Динамо» (Мінськ)      | 36 | 11 | 13 | 12 | 36-39 | 35 |      |
| 12 | «Кайрат» (Алма-Ата)    | 36 | 12 | 11 | 13 | 30-39 | 35 |      |
| 13 | «Арарат» (Єреван)      | 36 | 12 | 10 | 14 | 30-45 | 34 |      |
| 14 | «Чорноморець» (Одеса)  | 36 | 10 | 13 | 13 | 29-36 | 33 |      |
| 15 | «Торпедо» (Кутаїсі)    | 36 | 9  | 10 | 17 | 44-59 | 28 |      |
| 16 | «Зеніт» (Ленінград)    | 36 | 10 | 8  | 18 | 35-54 | 28 |      |
| 17 | «Локомотив» (Москва)   | 36 | 11 | 5  | 20 | 34-49 | 27 |      |
| 18 | «Крила Рад» (Куйбишев) | 36 | 4  | 17 | 15 | 18-40 | 25 |      |
| 19 | СКА (Одеса)            | 36 | 1  | 13 | 22 | 16-56 | 15 |      |

Гравці перших трьох команд, які взяли участь щонайменше в половині матчів, отримали медалі чемпіонату.
 «Динамо» (Київ): Євген Рудаков, Василь Турянчик, Володимир Щегольков, Вадим Соснихін, Леонід Островський, Федір Медвідь, Андрій Біба, Володимир Мунтян, Анатолій Бишовець, Віталій Хмельницький, Валерій Поркуян, Анатолій Пузач.
 СКА (Ростов-на-Дону): Анатолій Іванов, Валентин Казачек, Олександр Кривобородов, Річардас Кучінскас, Юрій Шикунов, Анатолій Чертков, Володимир Андрієнко, Валерій Буров, Олексій Єськов, Геннадій Матвєєв, Олег Копаєв.
 «Нафтовик» (Баку): Сергій Крамаренко, В'ячеслав Семиглазов, Володимир Брухтій, Микола Богданов, Яшар Бабаєв, Валерій Гаджієв, Олександр Трофимов, Анатолій Грязев, Казбек Туаєв, Едуард Маркаров, Мубаріз Зейналов, Сергій Мелкумов.

## Бомбардири
| М | Гравець               | Команда     | Голи |
| - | --------------------- | ----------- | ---- |
| 1 | Ілля Датунашвілі      | «Динамо» Тб | 20   |
| 2 | Анатолій Бишовець     | «Динамо» К  | 19   |
| 3 | Борис Казаков         | ЦСКА        | 15   |
|   | Микола Осянін         | «Спартак»   | 15   |
| 5 | Олег Копаєв           | СКА Р/Д     | 14   |
|   | Володимир Козлов      | «Локомотив» | 14   |
|   | Геннадій Матвєєв      | СКА Р/Д     | 14   |
|   | Казбек Туаєв          | «Нафтовик»  | 14   |
| 9 | Анатолій Банішевський | «Нафтовик»  | 12   |
|   | Едуард Маркаров       | «Нафтовик»  | 12   |
|   | Едуард Стрєльцов      | «Торпедо» М | 12   |

## Тренери
Список старших тренерів, які очолювали команди першої групи протягом турніру:
| Команда                | Старший тренер                           |
| ---------------------- | ---------------------------------------- |
| «Динамо» (Київ)        | Віктор Маслов                            |
| СКА (Ростов-на-Дону)   | Йожеф Беца                               |
| «Нафтовик» (Баку)      | Василь Соколов Ахмед Алескеров (з липня) |
| «Спартак» (Москва)     | Микола Гуляєв                            |
| ЦСКА (Москва)          | Сергій Шапошников                        |
| «Торпедо» (Москва)     | Віктор Мар'єнко                          |
| «Динамо» (Тбілісі)     | Олександр Котрікадзе                     |
| «Динамо» (Москва)      | В'ячеслав Соловйов                       |
| «Пахтакор» (Ташкент)   | Михайло Якушин                           |
| «Шахтар» (Донецьк)     | Олег Ошенков                             |
| «Динамо» (Мінськ)      | Олександр Севідов                        |
| «Кайрат» (Алма-Ата)    | Володимир Котляров                       |
| «Арарат» (Єреван)      | Артем Фальян                             |
| «Чорноморець» (Одеса)  | Юрій Войнов                              |
| «Торпедо» (Кутаїсі)    | Анатолій Норакідзе                       |
| «Зеніт» (Ленінград)    | Валентин Федоров                         |
| «Локомотив» (Москва)   | Костянтин Бєсков                         |
| «Крила Рад» (Куйбишев) | Віктор Карпов                            |
| СКА (Одеса)            | Олексій Мамикін                          |

## Ігри, голи
Чотирнадцять футболістів брали участь у всіх матчах першості:
|                     |                                     |  |
|                     |                                     |  |
| «Динамо» (Київ)     | Василь Турянчик                     |  |
| СКА (Р/Д)           | Валентин Казачек                    |  |
| «Нафтовик»          | В'ячеслав Семиглазов                |  |
| ЦСКА                | Степан Варга                        |  |
| «Динамо» (Москва)   | Вадим Іванов, Віктор Анічкін        |  |
| «Шахтар»            | Володимир Сорокін                   |  |
| «Динамо» (Мінськ)   | Ігор Ремін                          |  |
| «Чорноморець»       | Петро Цунін                         |  |
| «Торпедо» (Кутаїсі) | Сергій Кутівадзе                    |  |
| «Зеніт»             | Павло Садирін, Володимир Непомилуєв |  |
| «Крила Рад»         | Юрій Капсін, Євген Майоров          |  |

У чемпіонаті брали участь чотири українські команди. Нижче наведений список гравців, які виходили на поле і забивали м'ячі у ворота суперників.
|                                                                          | |  |
|                                                                          | |  |
| 1. «Динамо» (Київ)                                                       | |  |
| Воротарі:                                                                | Євген Рудаков (29), Віктор Банніков (7). |  |
| Захисники:                                                               | Василь Турянчик (36, 1), Володимир Щегольков (34, 1), Вадим Соснихін (34), Леонід Островський (26), Сергій Круликовський (13), Володимир Левченко (12), Борис Сорока (1). |  |
| Півзахисники:                                                            | Федір Медвідь (35, 3), Андрій Біба (35, 11), Володимир Мунтян (26, 8), Йожеф Сабо (14, 3).                                                                                |  |
| Нападники:                                                               | Анатолій Бишовець (32, 19), Віталій Хмельницький (31, 8), Валерій Поркуян (20, 7), Анатолій Пузач (18, 1), Віктор Серебряников (15, 2).                                   |  |
| Старший тренер: Віктор Маслов. Тренери: Михайло Коман, Віктор Терентьєв. | |  |

|                                                                         | |  |
|                                                                         | |  |
| 10. «Шахтар» (Донецьк)                                                  | |  |
| Воротарі:                                                               | Юрій Коротких (32), Олександр Говоров (11). |  |
| Захисники:                                                              | Володимир Сальков (33), Анатолій Зима (26), Олексій Дрозденко (20), Юрій Губич (20), Микола Головко (17), Віктор Зубков (12), Віктор Носов (7), Валерій Юдін (2).                                                                                          |  |
| Півзахисники:                                                           | Володимир Сорокін (36, 2), Віталій Бардешин (29), Дмитро Мізерний (20, 1), Павло Адамов (14, 2), Валерій Яремченко (2). |  |
| Нападники:                                                              | Станіслав Євсеєнко (32, 8), Анатолій Пилипчук (32, 4), Антанас Станкявічюс (28, 5), Юрій Ананченко (19, 4), Валерій Фадєєв (15, 2), Василь Мілес (8, 1), Іван Панін (5, 1), Василь Босий (5), Віктор Орлов (4, 1), Володимир Шевлюк (1), Гіві Лабадзе (1). |  |
| Старший тренер: Олег Ошенков. Тренери: Валентин Сапронов, Іван Бобошко. | |  |

|                                                                                               | |  |
|                                                                                               | |  |
| 14. «Чорноморець» (Одеса)                                                                     | |  |
| Воротарі:                                                                                     | Олександр Ярчук (34), Костянтин Уралець (2). |  |
| Захисники:                                                                                    | Петро Цунін (36), В'ячеслав Архипенко (31), Олексій Солодкий (27), Петро Найда (12), Юрій Заболотний (12), Олексій Попичко (8).                                                                                  |  |
| Півзахисники:                                                                                 | Віталій Сиром'ятников (32), Володимир Дерябін (28, 3), Віктор Мірошин (24), Олександр Кафаджі (4), Олександр Авер'янов (2).                                                                                      |  |
| Нападники:                                                                                    | Василь Москаленко (35, 10), Олег Базилевич (35, 6), Валерій Лобановський (31, 5), Володимир Сак (23, 1), Валерій Бокатов (14, 2), Анатолій Коршунов (13, 2), Сергій Звенигородський (12), Віктор Каневський (5). |  |
| Старший тренер: Юрій Войнов. Начальник команди: Матвій Черкаський. Тренер: Станіслав Шмерлін. | |  |

|                                                              | |  |
|                                                              | |  |
| 19. СКА (Одеса)                                              | |  |
| Воротарі:                                                    | Пилип Гришков (18), Анатолій Каракозов (11), Борис Разинський (7). |  |
| Захисники:                                                   | Аркадій Захаров (35), Валерій Колбасюк (28), Валерій Захаров (20), Анатолій Грибенник (17), Віктор Манзійчук (17), Валерій Осипов (15), Едуард Дубинський (14, 1), Юрій Лукащук (5), Едуард Сафарян (2), Едуард Масловський (1), Олександр Ароненко (1). |  |
| Півзахисники:                                                | Аркадій Панов (34, 1), Віталій Горбач (23), Валерій Шведюк (21), Федір Варга (16), Євген Полянський (2). |  |
| Нападники:                                                   | Анатолій Просиков (29, 2), Євген Сатаєв (28), Яків Немировський (24, 3), В'ячеслав Спиридонов (20, 2), Герман Апухтін (13, 3), Іраклій Петров (11), Олег Коротков (10, 1), Віктор Котиченко (10), Віктор Пригорко (9, 2), Віктор Росс (1).               |  |
| Старший тренер: Олексій Мамикін. Тренер: Володимир Шемельов. | |  |

## Список 33-х
|     | |  |
|     | |  |
| № 1 | Лев Яшин («Динамо» М), Володимир Пономарьов, Альберт Шестерньов (обидва — ЦСКА), Василь Турянчик («Динамо» К), Василь Данилов («Зеніт»), Йожеф Сабо, Федір Медвідь (обидва — «Динамо» К), Ігор Численко («Динамо» М), Анатолій Бишовець, Андрій Біба (обидва — «Динамо» К), Геннадій Матвєєв (СКА Р/Д).                                    |  |
| № 2 | Анзор Кавазашвілі («Торпедо» М), Віктор Гетманов (СКА Р/Д), Вадим Соснихін («Динамо» К), Муртаз Хурцилава («Динамо» Тб), Дмитро Багрич (ЦСКА), Валерій Воронін, Олександр Леньов (обидва — «Торпедо» М), Валерій Поркуян («Динамо» К), Едуард Стрєльцов («Торпедо» М), Анатолій Банішевський («Нафтовик»), Ілля Датунашвілі («Динамо» Тб). |  |
| № 3 | Юрій Пшеничников («Пахтакор»), В'ячеслав Андреюк («Торпедо» М), Валентин Афонін (СКА Р/Д), Віктор Анічкін («Динамо» М), Леонід Островський («Динамо» К), Георгій Січінава («Динамо» Тб), Володимир Мунтян («Динамо» К), Казбек Туаєв («Нафтовик») Микола Осянін («Спартак» М), Олег Копаєв (СКА Р/Д), Віталій Хмельницький («Динамо» К).   |  |